# 1934-es magyar birkózóbajnokság
Az 1934-es magyar birkózóbajnokság a huszonnyolcadik magyar bajnokság volt. A kötöttfogású bajnokságot június 30. és július 2. között rendezték meg Budapesten, a Nyári Operettszínházban (Hermina út 63.), a szabadfogású bajnokságot pedig október 27. és 28. között Budapesten, a Beketow Cirkuszban (az előmérkőzéseket a MÁV kolónia nagytermében).

## Eredmények

### Férfi kötöttfogás
| Versenyszám   | Arany                       | Arany | Ezüst                    | Ezüst | Bronz                                | Bronz |
| ------------- | --------------------------- | ----- | ------------------------ | ----- | ------------------------------------ | ----- |
| Légsúly       | Lőrincz Márton MAC          |       | Imrei Károly Újpesti TE  |       | Bányász Ármind BVSC                  |       |
| Pehelysúly    | Széll Dezső Herminamezei AC |       | Tóth Sz. Szegedi AK      |       | Szendy József BVSC                   |       |
| Könnyűsúly    | Biczó Géza Törekvés SE      |       | dr. Ambrus Pál MAC       |       | Fábián Pál BVSC                      |       |
| Kisközépsúly  | Finyák Sándor Győri AC      |       | Kálmán József Újpesti TE |       | Rétháti Ödön Munkás TE               |       |
| Nagyközépsúly | dr. Papp László MAC         |       | Riheczky János MÁVAG SK  |       | Kollár Ferenc Dunakeszi Magyarság SE |       |
| Kisnehézsúly  | Bóbis Gyula BVSC            |       | Tarányi József Munkás TE |       | Vitális Sándor Dorogi AC             |       |
| Nehézsúly     | Palotás József BVSC         |       | Horling Lajos Újpesti TE |       | Nagy MÁVAG SK                        |       |

### Férfi szabadfogás
| Versenyszám   | Arany                         | Arany | Ezüst                       | Ezüst | Bronz                  | Bronz |
| ------------- | ----------------------------- | ----- | --------------------------- | ----- | ---------------------- | ----- |
| Légsúly       | Lőrincz Márton MAC            |       | Széll Dezső Herminamezei AC |       | Aranyi Lajos Munkás TE |       |
| Pehelysúly    | Próka István Újpesti TE       |       | Fecske Béla Munkás TE       |       | Koltai Lajos BVSC      |       |
| Könnyűsúly    | Beke Imre Dorogi AC           |       | Sinkó Imre MÁV Előre        |       | Vidéki János BSzKRt SE |       |
| Kisközépsúly  | Schäffer Kálmán Elektromos TE |       | Rétháti Ödön Munkás TE      |       | Biczó Géza Törekvés SE |       |
| Nagyközépsúly | dr. Papp László MAC           |       | Riheczky János MÁVAG SK     |       | Kripkó Antal Dorogi AC |       |
| Félnehézsúly  | Tarányi József Munkás TE      |       | Bóbis Gyula BVSC            |       | Virág-Ébner Ede MAC    |       |
| Nehézsúly     | Palotás József BVSC           |       | Hülbig József Munkás TE     |       | Somos József MÁV Előre |       |